# Aymar Hennequin
Pour les autres membres de la famille, voir Famille Hennequin d'Ecquevilly.
Pour les articles homonymes, voir Hennequin.
Aimar ou Aymar Hennequin (1543 - 13 janvier 1596), est un prélat français du XVIe siècle, évêque de Rennes.

## Biographie
Aymar Hennequin est le troisième fils de Dreux Hennequin (mort en 1550), seigneur d'Assy, Président de la chambre des comptes de Paris et de Renée Nicolaï. Il est le frère ainé de Jérôme Hennequin.Il est chanoine et conseiller-clerc au parlement de Paris, avant d'être nommé évêque de Rennes le 3 juillet 1573.
Il avait dû fuir après le mouvement qui fit rentrer cette ville, en 1589, sous l'autorité de Henri IV, car il y avait été décrété d'accusation et de prise de corps comme ligueur.
« Prélat d'une éminente capacité », Hennequin joua durant quatre ans un rôle considérable dans le grand conseil de la Ligue catholique à Paris, mais sans s'y livrer pourtant ni au duc de Mayenne ni aux Espagnols.
Il importe de remarquer en effet qu'aucun des prélats de la Bretagne, si on excepte le « ligueur fougueux » Georges d'Arradon, ne s'inféoda aux factions étrangères. Aussi l'évèque de Rennes n'hésita-t-il pas à rentrer dans son diocèse et à reprendre sa place aux États de la province après la conversion du roi. À la tenue de 1595, il présidait l'ordre du clergé.
Nommé à l'archevêché de Reims, dont il prêta serment au parlement, en qualité de duc et pair de France, le 2 avril 1594, il mourut en 1596, sans avoir pris possession.

## Armoiries
| Image                                                                   | Description |
| ----------------------------------------------------------------------- | --- |
| Armes d'Aymar Hennequin. Vitrail de la métropole Saint-Pierre de Rennes | Telles qu'elles sont représentées sur un vitrail de la cathédrale Saint-Pierre de Rennes Écartelé : aux 1er et 4e, vairé d'or et d'azur, au chef de gueules chargé d'un lion léopardé d'argent (Hennequin) ; aux 2e et 3e, d'azur à la fasce d'argent chargée de trois hures de sanglier de sable, accompagnée de trois étoiles d'or, deux en chef, une en pointe (Gobaille de Cécy : grand-mère paternelle) ; sur le tout : d'azur à la bande d'argent accostée de deux dragons d'or (Baillet : grand-mère maternelle) |